# Bobadela (Loures)
Bobadela ist eine ehemalige Gemeinde im Westen Portugals. Bobadela gehört seit 2013 zur Freguesia União das Freguesias de Santa Iria de Azoia, São João da Talha e Bobadela im Kreis Loures im Distrikt Lissabon, besitzt eine Fläche von 32,81 km² und hat 30.254 Einwohner (Stand 19. April 2021).

## Geografie

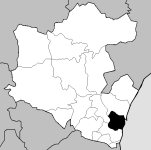
Lage von Bobadela im Kreis Loures

Der Ort liegt zwischen dem Fluss Trancão und dem breiten Delta des Tejo.

## Geschichte
Seinen Namen hat der Ort aus den Zeiten seiner maurischen Besatzung. Verschiedene Theorien erklären ihn aus den arabischen Worten budel (für breiter Durchgang) oder aboar (für teilen oder begrenzen).
Um 1500 hielt sich hier König Dom Manuel I. auf, da hier keine Pest herrschte, welche ihn aus Lissabon zu fliehen veranlasste.
Bis 1989 gehörte Bobadela zur Gemeinde São João da Talha, bevor es eigenständiges Verwaltungsgebiet wurde. 1997 wurde Bobadela zur Vila erhoben.
2013 wurde Bobadela mit den Freguesias Santa Iria de Azóia und São João da Talha zur União das Freguesias de Santa Iria de Azoia, São João da Talha e Bobadela zusammengeschlossen.

## Sehenswürdigkeiten
Das alte Landgut Quinta dos Remédios steht unter Denkmalschutz.
Das heruntergekommene, sich im Privatbesitz befindende Herrenhaus der Condes de Mendia war vermutlich der Wohnort von König Dom Manuel I., als er sich hierhin vor der Pest in Lissabon zurückzog. Die Gemeindeverwaltung strebt den Erwerb des Gebäudes zwecks Renovierung, Klassifizierung und Einrichtung eines lokalen Industrie-Museums an.
Im alten Wohnviertel der Petrogal stehen einige seltene Baumarten in der Parkanlage. Von seiner erhöhten Lage aus geht der Blick auf den Tejo-Fluss.

## Wirtschaft

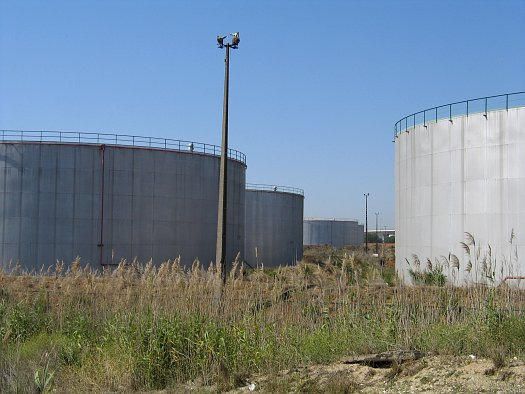
Tanks der Galp Energia in Bobadela

Der Campus Tecnológico e Nuclear des Instituto Superior Técnico, mit seinem angrenzenden Technologiepark, liegt zum Teil im Gebiet von Bobadela. Sein Forschungsreaktor ist im atomkraftfreien Portugal ein Unikum.
Die Petrogal, ein Unternehmen der Galp Energia, unterhält hier eine Reihe Einrichtungen. Für die teilweise verlassenen alten Wohnviertel der Petrogal sind touristische Nutzungen geplant.
Einige Industrieunternehmen existieren hier noch, jedoch haben eine Reihe von ehemals bedeutenden regionalen Unternehmen im Laufe der Jahre aufgegeben, etwa Betriebe der Kork-Verarbeitung, der Möbelproduktion, oder der Metallverarbeitung (Drahtseilerei).

## Verkehr

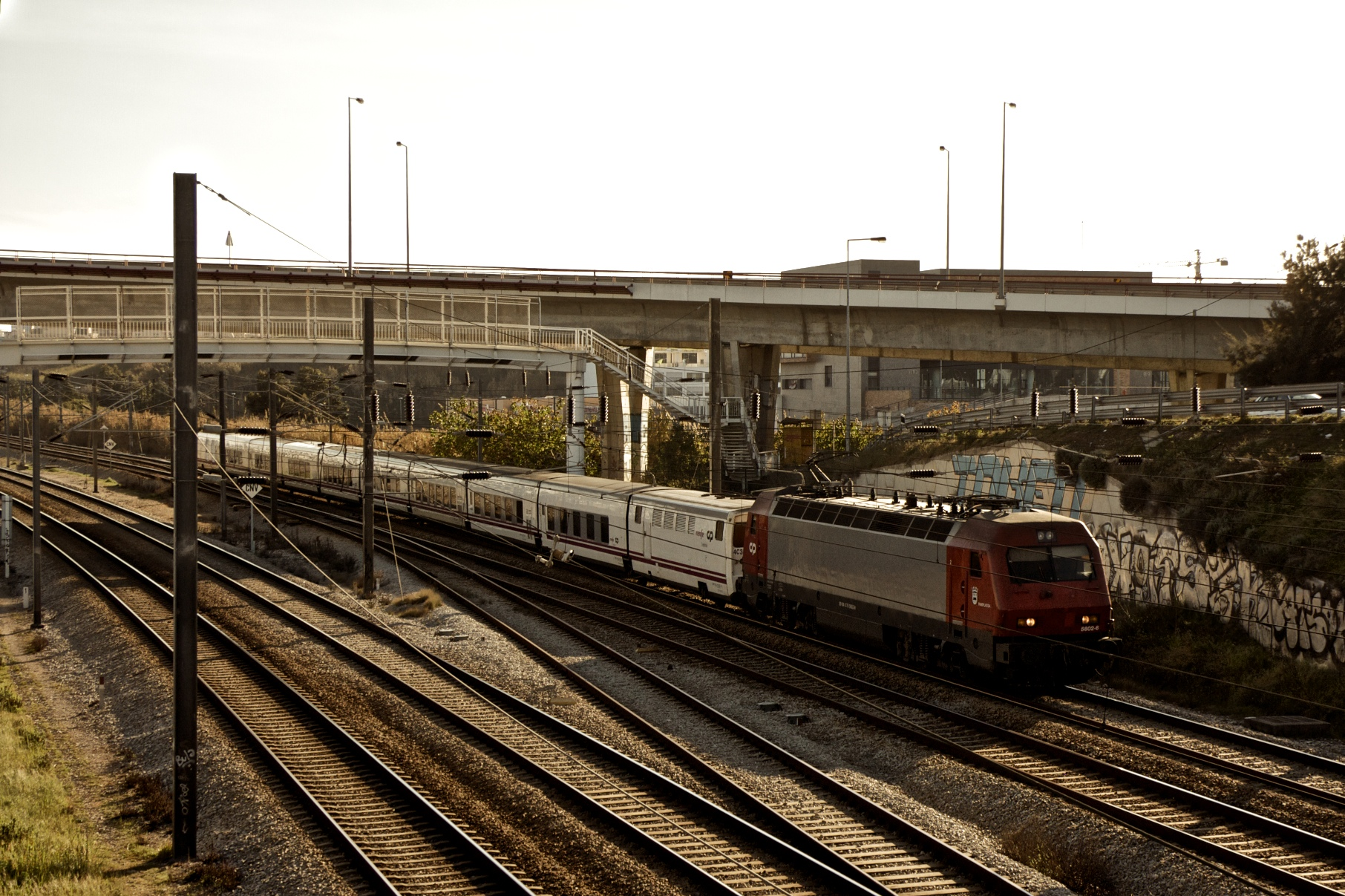
Zug des Sud-Express im Streckenabschnitt von Bobadela

Bobadela ist ein Haltepunkt für Regionalzüge der Linha do Norte, nur drei Haltestellen vom Hauptbahnhof Lissabon Oriente entfernt.
Bobadela ist in das Nahverkehrsnetz der Rodoviária-de-Lisboa-Buslinien eingebunden.
Die hier parallel zur Autobahn A1 verlaufende IC2 (Nationalstraßenkennung EN1 oder auch N 1) führt durch den Ort, von der nahen Vasco-da-Gama-Brücke kommend.